# 대표 없이 과세 없다

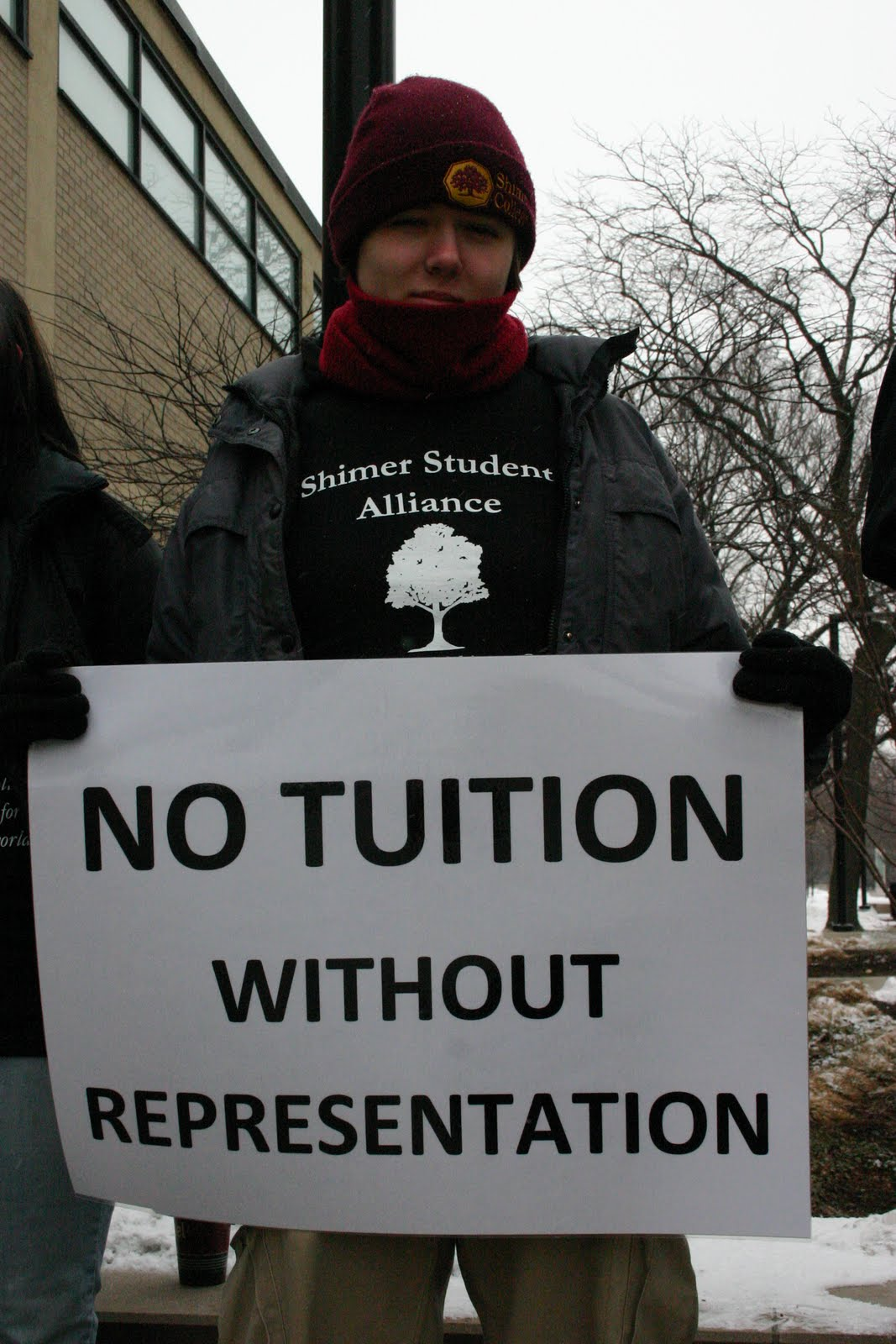

“대표가 없다면 세금도 없다”(No taxation without representation)는 원래 1750년대와 1760년대의 13개 식민지 개척민들의 비애를 잘 요약한 표어로, 미국 독립 전쟁(1775년 - 1783년)의 원인이 되었으며, 미국 독립 전쟁 때의 슬로건 중 하나이다.
당시 대영제국은 ‘7년 전쟁’에서 진 빚을 충당하기 위해, 《설탕법》이나 《인지세법》 같은 식민지의 세금을 통과시켰는데, 식민지 개척민들은 영국령이었던 북미 동부에 이미 세금을 부과하고 있는데도 불구하고, 스스로 선출 한 국회의원을 런던에 있는 영국 의회에 보내는 것이 허락되지 않으며, 자신들의 의사와
없이 통과되는 법은 1689년 〈권리장전〉에 의거 불법이며, 영국 국민으로서의 권리를 부정하는 것이라고 믿었다. 이에 불복한 식민지 개척민들 사이에 영국 본국에 대한 반감이 고조되어 독립의 분위기가 고양되었다. “대표없이는 과세도 없다”는 영국 간 주요 불법 행위의 하나로서 〈미국독립선언〉에서도 거론되고 있다. 최근에는 비슷한 상황의 여러 분쟁에서 여러 나라에서, 여러 집단에서 사용되고 있다.

## 기원
국민 스스로 선출한 국회의원의 승인없이 정부가 국민에게 과세하는 것은 부당하다는 이념 자체는 13세기에 제정된 〈마그나 카르타〉에서 유래하는 것으로, 이후 영국법에서 오랫동안 인민의 권리 하나로 보장해 오고 있었다. 독립 전쟁시의 슬로건으로 “대표없이는 과세도 없다!(No taxation without representation)”는 매사추세츠주 보스턴의 올드 웨스트 처치의 목사 조너선 메이 휴가 교회에서 설교를 통해 말한 것이 처음이며, 같은 슬로건인 “대표없는 과세는 폭정이다!”(Taxation without representation is tyranny)는 매사추세츠주 변호사 제임스 오티스가 1764년에 영국의 과세를 비판하는 책자에서 처음 밝히고 있다.

## 같이 보기
- 인지세법
- 보스턴 차 사건
- 미국독립선언
- 참을 수 없는 법